# Olga Lomová
Olga Lomová, roz. Jirková (* 31. května 1957 Podbořany) je česká sinoložka a překladatelka z čínštiny. Specializuje se na literaturu, zejména poezii, čínského raného středověku. Od roku 2002 je ředitelkou Mezinárodního sinologického centra Chiang Ching-kuovy nadaci při Univerzitě Karlově, v roce 2016 stála u zrodu projektu Sinopsis.

## Život
Olga Lomová se narodila 31. května 1957 v Podbořanech. Jejím otcem byl Ing. Karel Jirka, DrSc., který působil ve Výzkumném ústavu plánování a řízení národního hospodářství a který hojně publikoval v oblasti zemědělské ekonomie. V letech 1976–1981 vystudovala sinologii na filozofické fakultě Univerzity Karlovy (FF UK) a obhájila magisterskou diplomovou práci Politika KS Číny v oblasti zemědělství a její realizace 1978-1980, tamtéž v letech 1986–90 absolvovala postgraduální studium zakončené ziskem kandidátské hodnosti (CSc.). Od roku 1988 vyučuje v Ústavu Dálného východu na FF UK. Na základě tohoto působení byla v článku na platformě Asiaskop nepřímo označena za „protekční komunistickou schovanku.“ Roku 1998 obhájila práci Poselství krajiny. Přírodní dvojverší tangského básníka Wang Weje a získala titul docent. Vedla Ústav Dálného východu, ale v roce 2007 svoji pozici neobhájila. Tato událost poukázala na neutěšené vztahy v rámci Ústavu Dálného východu, které nakonec vyústily v rozpad Ústavu na Ústav asijských studií a Katedru Sinologie. Je dlouholetou ředitelkou Mezinárodního sinologického centra Ťiang Ťing-kuovy nadace při Karlově univerzitě. V letech 2016–2019 působila v radě Česko-čínského centra Univerzity Karlovy. Na svou pozici v radě rezignovala dne 16. 10. 2019. Dne 13. 11. 2019 bylo rozhodnutím rektora Tomáše Zimy fungování centra ukončeno dle jeho slov „v důsledku negativní publicity, která se na centrum snesla a významně jeho obraz poškodila.“ Během své existence byly aktivity centra kritizovány jako neakademické a pročínské. Novináři z Aktuálně.cz navíc upozornili na utajené financování aktivit centra ze strany čínské ambasády v Praze.
Ve své práci se zaměřuje na čínskou raně středověkou (tchangskou) literaturu, překládá i moderní díla. Věnuje se publicistice, píše mimo jiné do Literárních novin a Respektu. Jejím významným počinem je komentovaný překlad zhruba čtvrtiny S’-ma Čchienových Zápisků historika vydaný roku 2012, na kterém pracovala deset let. Pojala do něj část starších překladů Timotea Pokory, překlad doplnila úvodní studií a doslovem.

### Veřejné působení
V červnu 2004 neúspěšně kandidovala ve volbách do Evropského parlamentu na čtvrtém místě kandidátky Strany zelených. Ve stejném roce byla zvolená do republikové rady i do rady pražského vedení strany. Na podzim 2005 se po zvolení Martina Bursíka za předsedu Strany zelených od strany odštěpila část členů, kteří sympatizovali s Jakubem Patočkou. V nově založené straně Zelení působila Olga Lomová od roku 2006 jako místopředsedkyně strany. Strana od roku 2007 nevyvíjí činnost. V roce 2006 se veřejně vymezovala proti plánovanému umístění amerického radaru ve vojenském újezdu Brdy a podpořila petici iniciativy Ne základnám.
V posledních letech se věnuje zejména publicistické činnosti v rámci projektu Sinopsis, kterého je spoluzakladatelkou. Projekt publikuje kritické texty a překlady týkající se současného dění v Čínské lidové republice a taktéž se zabývá čínským vlivem na českém území. Český politolog a diplomat Petr Drulák kritizoval projekt za "cílené jednostranné reportování" a rovněž za financování ze strany americké National Endowment for Democracy (NED). Drulák taktéž kritizoval nedostatečnou odbornost profesorky Lomové v oblasti mezinárodních vztahů, politiky a ekonomie.

## Dílo

### Monografie a učební texty
- LOMOVÁ, Olga. „Tradiční literatury Dálného východu”, O. Fischer ed., Světová literatura IV, Prague: SPN, 1987, s. 144–152.
- LOMOVÁ, Olga. „Novodobé literatury zemí Dálného východu”, in J. O. Fischer ed., Světová literatura IV, Prague: SPN, 1987, s. 189–194.
- Oldřich Švarný a kol., Gramatika hovorovej čínštiny v príkladoch. Bratislava: Univerzita Komenského, 1991–1993. 4 svazky, 874 s.). (Jeden ze tří autorů.)
- LOMOVÁ, Olga. Čítanka tangské poezie. Praha: Karolinum, 1995. 179 s. ISBN 80-7184-044-0
- LOMOVÁ, Olga. „Čína – sexualita, erotika, láska a manželství v literatuře“, kap. 5.3., in J. Malina (ed.), Panoráma biologické a sociokulturní antropologie, Brno, Nadace MU a Nauma, s. 235–280 (společně s H. Třískovou).
- LOMOVÁ, Olga. Poselství krajiny. Obraz přírody v díle básníka Wang Weje. Praha: DharmaGaia, 1999. ISBN 80-85905-56-6. 240 s.
- LOMOVÁ, Olga, Yeh Kuo-liang, Ach běda, přeběda – oplakávání mrtvých v čínském středověku. Praha: DharmaGaia, 2004. ISBN 80-86685-41-1. 280 s.
- SŁUPSKI, Zbigniew; LOMOVÁ, Olga. Úvod do dějin čínského písemnictví a krásné literatury I.: Dynastie Shang až období Válčících států. 1. vyd. Praha: Karolinum, 2006. 140 s. ISBN 80-246-1267-4.
- SŁUPSKI, Zbigniew; LOMOVÁ, Olga. Úvod do dějin čínského písemnictví a krásné literatury II.: Dynastie Qin a Han. 1. vyd. Praha: Karolinum, 2009. 192 s. ISBN 978-80-246-1727-5.

### Překlady
- Š’ Jü-kchun. Příběhy soudce Paoa, aneb záhada císařského paláce. Praha: Vyšehrad, 1989, 190 s. (překlad a doslov).
- Š’ Jü-kchun, Další příběhy soudce Paoa. Praha: Hrnčířství a nakladatelství M. Jůza a E. Jůzová, 1996, 116 s. (překlad a doslov).
- Chan-šan. Básně z Ledové hory. S Alenou Bláhovou. Praha: DharmaGaia, 1996, 191 s. (druhé vydání 1998, třetí 2012), (překlad, odborné poznámky a životopisná studie o autorovi)
- Čínská povídka dvacátého století. Praha: Zvláštní číslo časopisu Nový Orient, 1997. Koncepce, Předmluva a překlad (na překladu se podílel také D. Andrš a Zd. Heřmanová). 40 s.
- Lu Jü. Klasická kniha o čaji. Praha: DharmaGaia, 2002. 94 s. (překlad, předmluva a doslov).
- Lu Wen-fu. Labužník (in Dvě čínské novely spolu se Zdenkou Heřmanovou). Praha: DharmaGaia, 2010. 99 s., celkem 228 s. (překlad novely a předmluva).
- Bei Dao. Vlnobití. Praha: Togga, 2010. 164 s. (překlad novely a předmluva).
- Fan fuma. Haweier tuxiang shi ji. (Václav Havel: Antikódy). Překlad společně s Bei Lingem. Předmluva. Taibei, Tonsan Publications INC, 2002. ISBN 986-7748-07-7.
- S’-MA, Čchien. Kniha vrchních písařů : Výbor z díla čínského historika. Příprava vydání Olga Lomová; překlad Olga Lomová a Timoteus Pokora. 1. vyd. Praha: Karolinum, 2012. 648 s. ISBN 978-80-246-2154-8. Komentovaný překlad zhruba čtvrtiny díla, úvodní studie a doslov.